# Nick Kyrgios
Nicholas Hilmy Kyrgios ([ˈkɪriɒs] KIRR-ee-oss; mais conhecido como Nick Kyrgios, (Camberra, 27 de abril de 1995) é um tenista australiano. Kyrgios venceu sete títulos da ATP e alcançou onze finais, incluindo o Cincinnati Masters de 2017. O seu melhor ranking foi o nº 13 em simples e em duplas n° 11. É vencedor de um título de Grand Slam, ao vencer o Australian Open de 2022 nas duplas masculinas.
Em sua carreira juvenil, Kyrgios venceu o evento de simples masculino do Australian Open de 2013 e o evento de duplas masculinas do Torneio de Wimbledon de 2013. Durante sua carreira profissional, Kyrgios alcançou as quartas de final do Torneio de Wimbledon de 2014—superando o então nº 1 do mundo Rafael Nadal e o nº 13 Richard Gasquet em sequência—e as quartas de final do Australian Open de 2015. Kyrgios é apenas o terceiro jogador, depois de Dominik Hrbatý e Lleyton Hewitt, a derrotar Roger Federer, Rafael Nadal, e Novak Djokovic na primeira vez que jogou contra cada um deles.
Em 2022 ganhou seu primeiro Grand Slam da carreira ao ganhar o Australian Open de 2022 nas duplas masculinas ao lado de seu melhor amigo, Thanasi Kokkinakis. Eles derrotaram os compatriotas australianos Matthew Ebden e Max Purcell por 2 sets a 0 (7-5, 6-4). Kyrgios e Kokkinakis se tornaram a primeira dupla com wildcard (convidados) a vencerem o torneio.
Kyrgios tem a reputação de ser um jogador talentoso, mas volátil, que frequentemente se mete em problemas por sua conduta na quadra. Em 15 de agosto de 2019, Kyrgios foi multado em $113.000 por sua conduta no Cincinnati Masters; a multa estabeleceu um recorde da ATP.

## Vida pessoal
Kyrgios nasceu em Camberra, Austrália. Ele é filho de um pai grego, Giorgos ("George"), e uma mãe malaia, Norlaila ("Nill"), que vem da cidade malaia de Gombak, Selangor. Seu pai é um pintor de casas independente e sua mãe é uma engenheira de computação. Sua mãe nasceu na Malásia como uma princesa, mas perdeu o título quando ela se mudou para a Austrália com vinte anos. Ele é o terceiro de três crianças; seu irmão, Christos, é um advogado, e sua irmã, Halimah, é uma atriz. Kyrgios frequentou o Radford College até o ano 8 e completou o seu certificado no ano 12 em 2012 no Daramalan College em Camberra.
Ele é da ortodoxo grego e sempre usa um colar de ouro com uma cruz sobre ele.
Kyrgios era um jogador de basquete promissor e tinha representado ACT e Austrália no basquetebol, até que ele tomou a decisão de se concentrar exclusivamente em seu tênis quando tinha 14 anos de idade. Dois anos depois, ele ganhou uma bolsa de estudos integral no Australian Institute of Sport, onde ele foi capaz de desenvolver ainda mais o seu tênis. Em 2013, Kyrgios mudou com sua base de treinamento de Camberra para Melbourne Park, numa tentativa de continuar a sua carreira com melhores instalações e sparrings. Um ano depois Tennis ACT anunciou uma renovação de $ 27 milhões do Centro de Tênis Lyneham em Camberra para atrair Kyrgios de volta para casa e ser a sede da Copa Davis e Fed Cup. Kyrgios confirmou em janeiro de 2015 que iria voltar para casa e basear-se fora de Camberra. Ele também doou $10.000 para o redesenvolvimento do Centro de Tênis Lyneham.
Kyrgios é um ávido fã dos Boston Celtics da NBA e Tottenham Hotspur Premier League. Seu ídolo esportivo é jogador da NBA Kevin Garnett. Seus ídolos durante o crescimento foram Roger Federer, Jo-Wilfried Tsonga, Lebron James, e Michael Jordan.
| “ | Eu não gosto muito do tênis, porque quando tinha 14 anos jogava melhor basquete e me sentia feliz dentro da quadra. Acabei sendo influenciado pelos meus parentes e no fim, meio que não amo esse esporte (tênis). | ” |

## Carreira Júnior
Kyrgios venceu seu primeiro título ITF júnior, em Fiji, em Junho de 2010, com 15 anos. Ele começou a competir com mais regularidade no circuito júnior em 2011, fazendo sua estreia no Grand Slam júnior no Open da Austrália de 2011. Em 2012, ele ganhou dois títulos de Grand Slams em duplas júnior, e levantou-se a número três do mundo, embora ele teve que retirar-se do Wildcard Playoff para o Open da Austrália de 2013 devido a uma lesão. Durante 2013, ele ganhou o número 1 do ranking júnior ao derrotar Wayne Montgomery em Traralgon, Austrália; antes do Aberto da Austrália, onde, como cabeça-de-chave 3, ele chegou à final contra o compatriota Thanasi Kokkinakis. Depois de salvar dois set points no primeiro set, Kyrgios saiu vitorioso por 7-6 (7-4) e 6-3 para conquistar seu primeiro título de Grand Slam júnior, em simples.

## Carreira profissional

### 2012-2013: Primeiros passos, se tornando pro
Kyrgios teve uma boa chance de vencer sua primeira partida pré-eliminatória na Open da Austrália de 2012 depois de vencer o primeiro set em um tiebreak. No entanto o seu adversário Mathieu Rodrigues passeou no segundo e terceiro sets para eventualmente derrotar Kyrgios. Kyrgios então competiu no Circuito Masculino ITF de 2012 durante o resto da temporada. Competiu em torneios na Austrália, Alemanha, Japão e Eslovênia. Seus destaques no circuito vieram no final da temporada, onde ele alcançou uma semifinal e quartas de final em torneios australianos. Ele encerrou o ano como 838 do mundo no ranking de simples.

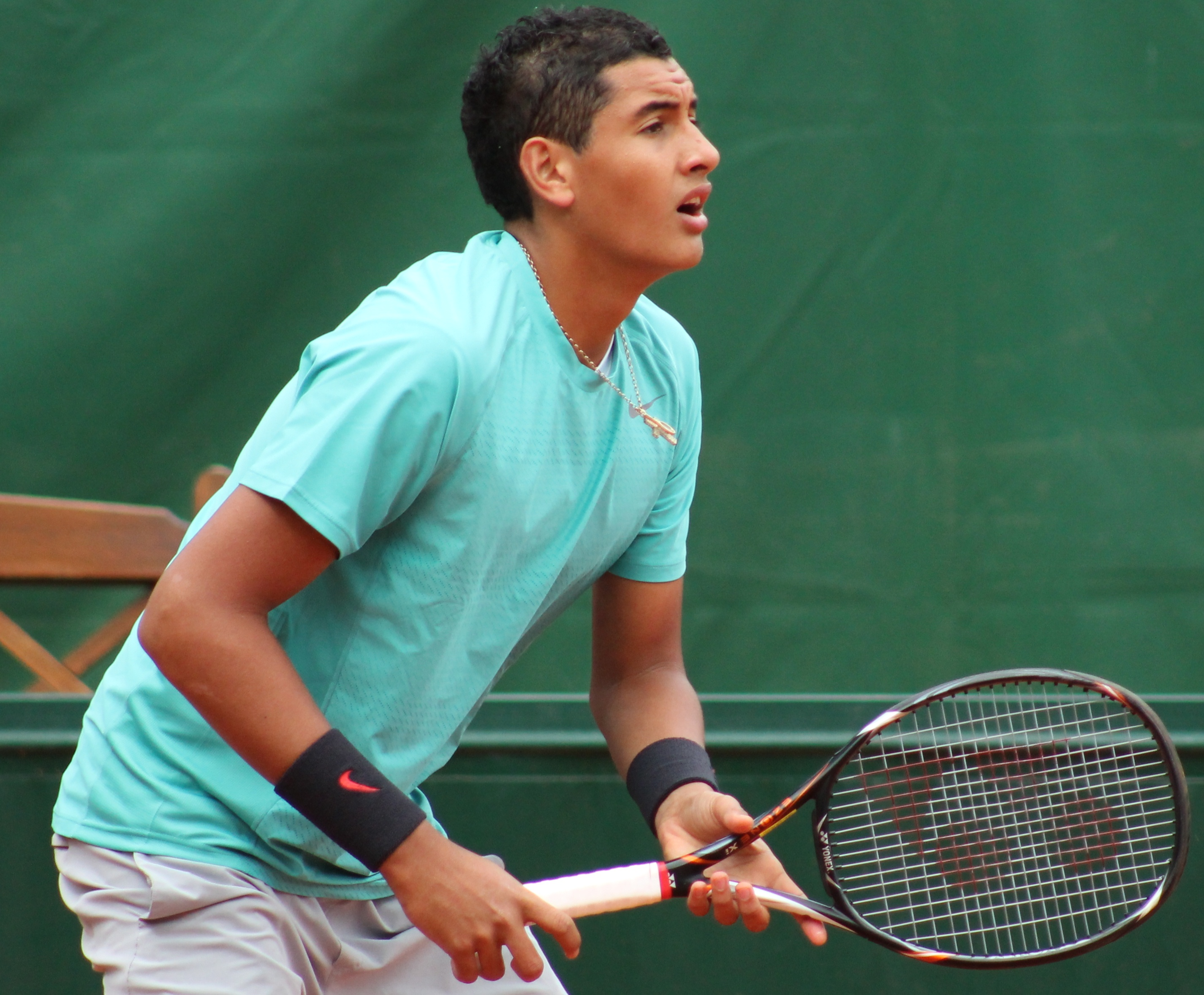
Kyrgios no Roland Garros de 2013

Kyrgios começou o ano classificado como o número 838 e jogou seu primeiro torneio profissional do ano, Brisbane International de 2013, perdeu na primeira rodada da fase de qualificação para James Duckworth. Perdeu na primeira rodada do qualifying do Open da Austrália de 2013 para Bradley Klahn em dois sets. Depois disso, venceu o simples júnior, Kyrgios mencionou que ele queria fazer o top 300 até o final do ano.
Depois de sua vitória no Aberto da Austrália Juvenil, recebeu um wildcard em seu primeiro evento challenger ATP no Charles Sturt Adelaide International de 2013. Ele abriu com uma vitória contra o sexto cabeça-de-chave, Brydan Klein, na primeira rodada. Passou então a derrotar Suk-Young Jeong e Greg Jones em dois sets para chegar à semifinal. Ele acabou perdendo para o jogador inglês James Ward em três sets na semifinal. Ele, então, jogou dois torneios Futures consecutivos. O Austrália F1, onde chegou à quartas depois de derrotar Ryan Agar, em dois sets, e Jose Statham, em três sets. Ele caiu para Michael Venus, nas quartas de final. Em seguida, ele perdeu para Brydan Klein na primeira rodada da Austrália F2 em dois sets. Ele ganhou um wildcard em seu próximo torneio, o Nature's Way Sydney Tennis International de 2013. Ganhou do cabeça 6, Brydan Klein, em dois sets, na primeira rodada. E chegou a derrotar Ivo Klec, Greg Jones, e o cabeça-de-chave cinco, Stéphane Robert, para alcançar sua primeiro final de Challenger. Na final, ele derrotou o compatriota Matt Reid em dois sets para vencer o seu primeiro título de challenger, com a idade de 17.
Kyrgios recebeu um wildcard para a fase de qualificação do Roland-Garros de 2013. No entanto, em 20 de maio, foi anunciado que John Millman foi forçado a retirar-se da chave principal, devido a lesão, o que significava wildcard de Kyrgios foi criado para a atração principal. Isso significava que ele iria competir em uma chave principal de um torneio de Grand Slam pela primeira vez. Na primeira rodada, Kyrgios teve a maior vitória de sua carreira até agora contra o ex-número 8 do mundo, Radek Stepanek, em três sets, cada um deles terminando em desempates, dando-lhe sua primeira vitória a nível de um ATP Tour na carreira. Embora isso, acabou perdendo para Marin Cilic na rodada seguinte, o seu ranking subiu para 213; Kyrgios, mais tarde, qualificou-se para o US Open de 2013. Onde foi derrotado pelo cabeça 4, David Ferrer, em seu jogo de abertura. Ele alcançou um novo recorde na carreira de número 186 no dia 9 de setembro de 2013. Em outubro, Kyrgios fez a semifinal do Sacramento Challenger de 2013, antes de cair para Tim Smyczek. Ele encerrou o ano como 182 do mundo no ranking de simples.

### 2014: Quartas de final em Wimbledon, vitória sobre nº 1 do mundo

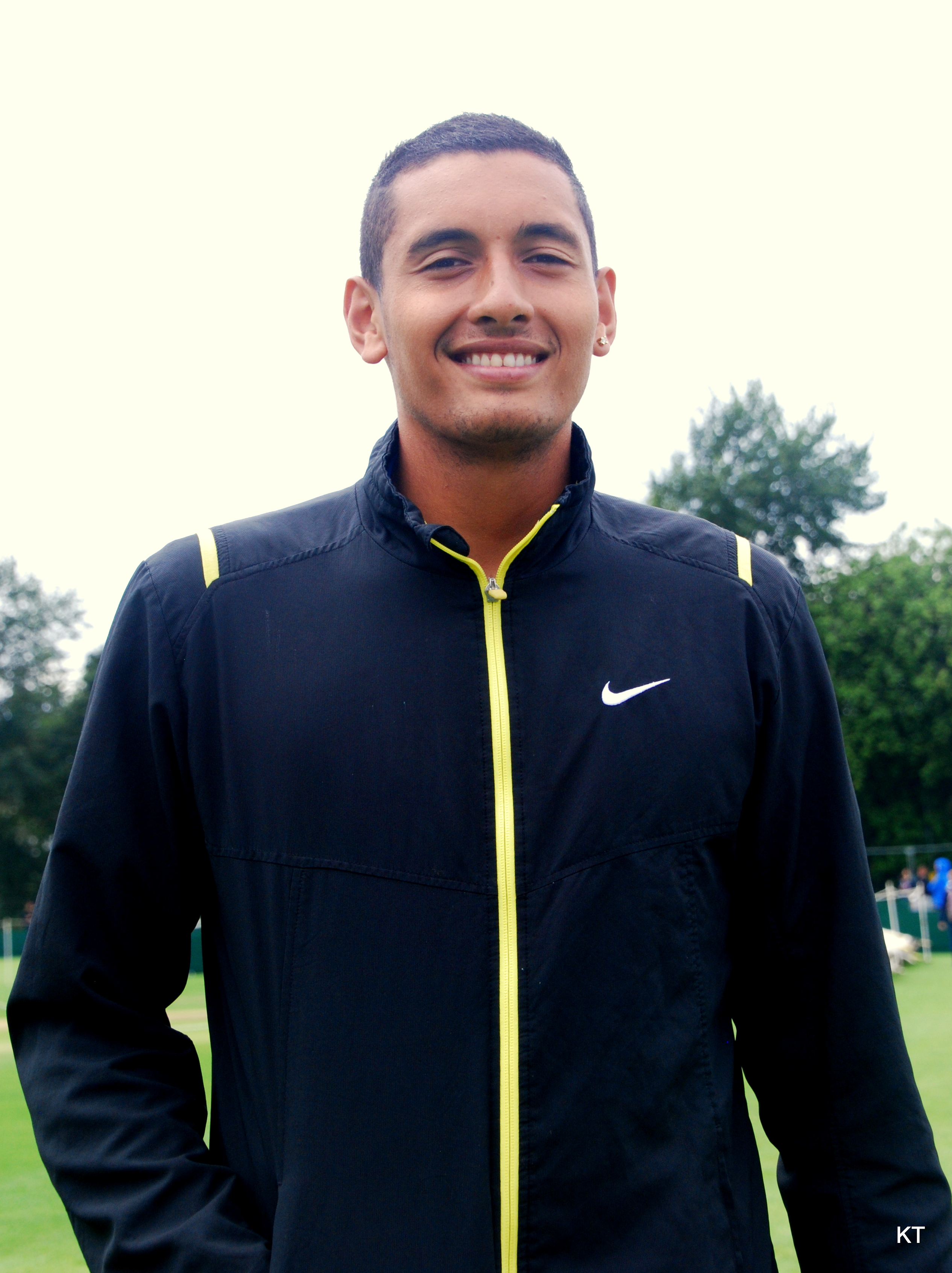
Nick Kyrgios no Torneio de Wimbledon de 2014

Kyrgios era para começar a temporada de 2014, fazendo sua estreia no Brisbane International de 2014 depois de receber um wildcard, no entanto, ele retirou-se antes do início, devido a uma lesão no ombro. Em 8 de janeiro, Kyrgios foi premiado com um wildcard para o Open da Austrália de 2014. Kyrgios depois ganhou sua primeira partida rodada contra Benjamin Becker em quatro sets. Ele perdeu na segunda rodada para o cabeça 27, Benoit Paire, em cinco sets, apesar de ganhar os dois primeiros sets.
Kyrgios recebeu um wildcard para o EUA National Indoor Tennis Championships de 2014 onde perdeu seu primeiro jogo para Tim Smyczek em três sets. Kyrgios foi então forçado a retirar-se inúmeros torneios ATP, em Delray Beach e Acapulco, devido a uma lesão no cotovelo.
Kyrgios voltou no Sarasota Open de 2014, onde ele chegou à final derrotando Jarmere Jenkins, Rubén Ramírez Hidalgo, Donald Young e, de virada, Daniel Kosakowski. Ele precisou derrotar Filip Krajinović em dois sets para conquistar seu segundo título de challenger da carreira. Kyrgios chegou à final do Savannah Challenger de 2014 e derrotou o segundo cabeça Jack Sock pelo título. Kyrgios recebeu um wildcard para o Torneio de Roland-Garros de 2014. Ele foi derrotado na primeira rodada pelo cabeça 8, Milos Raonic por 6-3, 7-6(7-1), 6-3. Kyrgios conquistou seu quarto título de challenger, sendo três em 2014, quando ganhou o Aegon Nottingham Challenger de 2014 batendo o companheiro australiano Sam Groth no tie-break.
Em junho, Kyrgios recebeu um wildcard para os Torneio de Wimbledon de 2014. Na primeira rodada, ele derrotou o francês Stephane Robert em quatro sets para avançar a segunda rodada, onde venceu o cabeça 13 do torneio, Richard Gasquet, em cinco sets, depois de salvar nove match points. Na terceira rodada, Kyrgios bateu o tcheco Jiří Veselý em quatro sets, antes de bater o recorde de maior vitória de sua carreira ao bater o número um do mundo Rafael Nadal em quatro sets para se tornar o primeiro tenista masculino estreante a chegar às quartas de final desde Florien Mayer em 2004. O tiro desta partida foi um rear-forehand, half-volley winner entre as pernas de Kyrgios que David Polkinghorne do The Canberra Times descreveu como "bizarro" e "audacioso". Kyrgios subsequentemente perdeu para o cabeça oito Milos Raonic em quatro sets. Alcançando as quartas de final, Kyrgios (n° 144 da época) entrou para o top 100 do ranking da ATP pela primeira vez na carreira. Seguindo sua performance em Wimbledon, o ranking de Kyrgios subiu para 66. Ele recebeu AU$409,806 como premiação em dinheiro por atingir as quartas de final—tendo recebido até então apenas $248,000 desde o início de sua carreira até o torneio.
Na Rogers Cup, em Toronto, Kyrgios conquistou sua primeira vitória em um evento de ATP World Tour Masters. Na primeira rodada, ele venceu o colombiano Santiago Giraldo em sets diretos. Kyrgios perdeu na segunda rodada para o cabeça 8, Andy Murray, ganhando apenas quatro games. No US Open, Kyrgios chegou até a terceira rodada, derrotando Mikhail Youzhny (cabeça 21) em quatro sets e Andreas Seppi em sets diretos, antes de perder para Tommy Robredo (cabeça 16) em quatro.
Mais tarde, Kyrgios jogou o Malaysian Open, mas perdeu na primeira rodada. Ele decidiu ignorar o resto da temporada, citando "burnout" como sua razão. Ele terminou o ano como 52 do ranking mundial, sendo assim o número 2 da Austrália, ficando atrás apenas de Lleyton Hewitt.

### 2015: Segunda quartas de final em majors, primeira final, top 30

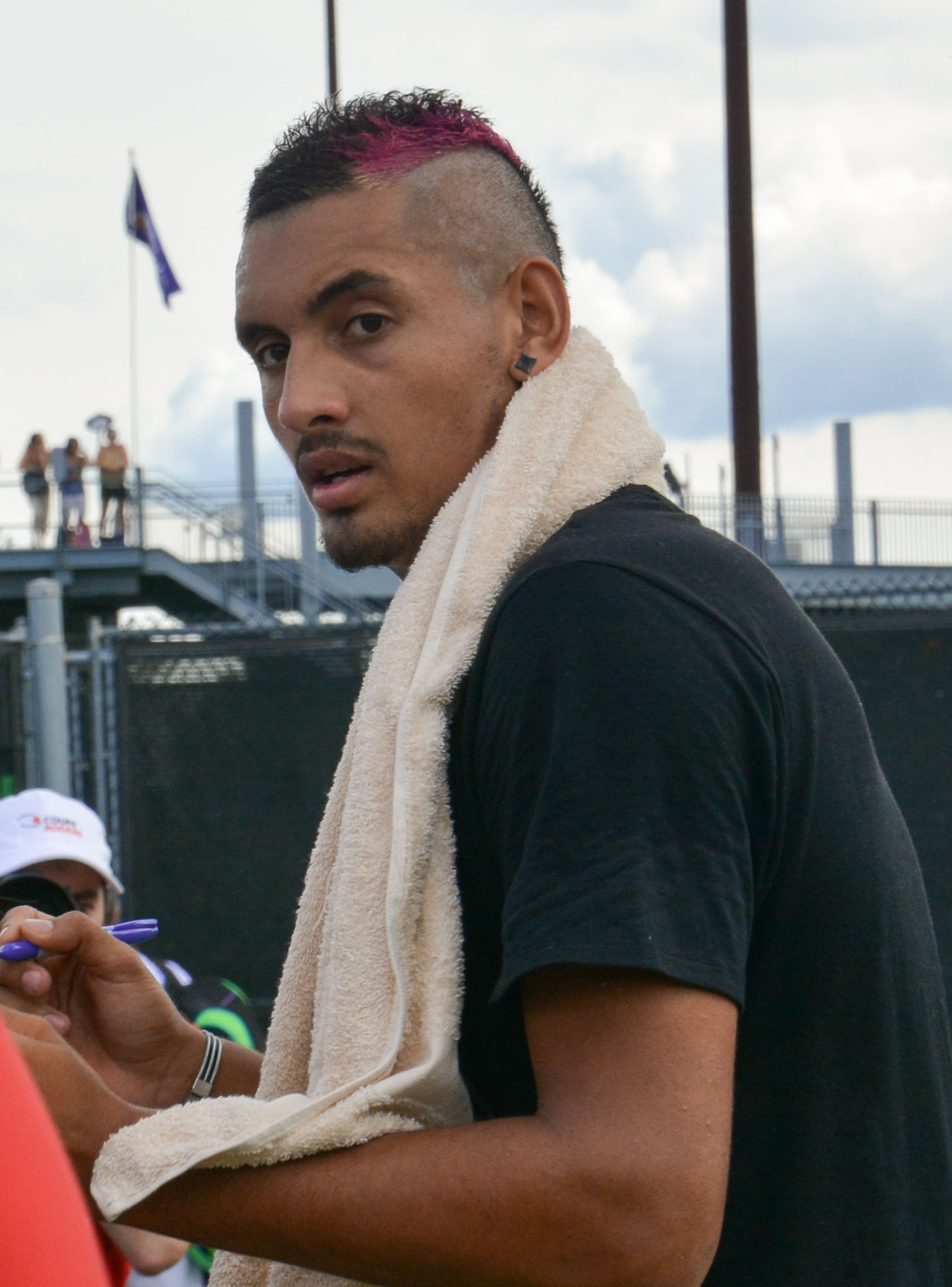
Kyrgios em 2015

Nick Kyrgios começou sua temporada no Sydney International, mas perdeu o jogo de abertura contra Jerzy Janowicz em três sets disputados. Isto foi seguido por uma aparição no Australian Open, onde recebeu a entrada direta devido a sua classificação pela primeira vez. Ele derrotou Federico Delbonis em um jogo de cinco sets em sua partida de abertura, antes de bater o cabeça de chave 23, Ivo Karlovic, na segunda rodada e, em seguida, Malek Jaziri em sets diretos na terceira. Ele, então, enfrentou Andreas Seppi, que tinha acabado de vencer Roger Federer em seu jogo anterior, na quarta rodada. Kyrgios caiu em dois sets atrás e enfrentou um ponto no final do quarto set jogo, mas se recuperou para vencer em cinco sets, o set final com duração de 14 jogos. Assim, ele se tornou o primeiro adolescente homem a alcançar duas quartas de finais em Grand Slam desde Federer em 2001, e o primeiro homem australiano a chegar às quartas de final desde Lleyton Hewitt em 2005 e primeiro australiano de qualquer gênero desde Jelena Dokić em 2009. Kyrgios perdeu para o eventual finalista Andy Murray nas quartas de final em três sets. Após o torneio, ele alcançou seu maior ranking na carreira, o de 35 no mundo. Mais tarde ele foi excluído de torneios em Marselha e Dubai, devido a uma lesão nas costas que ele vinha sofrendo durante o Aberto da Austrália. Em Indian Wells, serviu para a partida contra Dimitrov, mas torceu o seu tornozelo e acabou perdendo. Ele afirmou que estaria fora de 4-6 semanas devido à lesão no tornozelo.
Ele retornou no Barcelona Open de 2015. Depois de receber um bye na primeira rodada, ele iria perder em três sets diretos para o Elias Ymer, de 19 anos. No Estoril Open de 2015, Nick chegou a final de um torneio ATP pela primeira vez em sua carreira, depois de derrotas Albert Ramos em três sets e em duas horas, Filip Krajinovic em dois sets, Robin Haase em menos de uma hora e Pablo Carreno-Busta em próximo de duas horas. Ele então perdeu para o cabeça número cinco Richard Gasquet na final, em sets diretos. Durante o torneio, Kyrgios fez propagandas para promover o evento, uma sessão de autógrafos e fotos e fez 20 anos de idade.
No Madrid Open, uma semana depois, Kyrgios derrotou o número dois do mundo e vencedor de 17 Grand Slams Roger Federer na segunda rodada, salvando dois match points do tie-break em processo. Ele, então, teve uma perda em três sets para John Isner na terceira rodada. Antes de sua aparição finalista em Estoril e chegar entre os 16 melhores em Madrid, Kyrgios teve a distinção única de ter vencido mais jogos em Grand Slams (10 vitórias) do que no regulares ATP tour (2 vitórias).
Mais tarde, em maio, no Aberto da França, Kyrgios foi o cabeça 29, sua primeira cabeça-de-chave em um Grand Slam. Ele venceu em dois sets na primeira rodada contra o uzbeque Denis Istomin. Em seguida, ele recebeu um walkover para a terceira rodada depois de seu oponente na segunda rodada, Kyle Edmund, retirar-se por lesão. Na terceira rodada, ele perdeu em dois sets para o cabeça três Andy Murray. Nas duplas, Kyrgios e seu parceiro Mahesh Bhupathi perderam em dois sets na primeira rodada para os wildcards Thanasi Kokkinakis e Lucas Pouille.
Cabeça 26 em Wimbledon, Kyrgios começou vencendo em sets diretos os argentinos Diego Schwartzman e Juan Mónaco na primeira e na segunda rodadas, respectivamente. Na terceira rodada, apesar de perder o primeiro set, ele avançou passando o cabeça sete Milos Raonic antes de perder para Richard Gasquet na quarta rodada, desperdiçando set points no quarto. Kyrgios saiu do top 40 do ranking após o torneio.

### 2016: Campeão da Copa Hopman, top 15 e primeiros três títulos
Nos primeiros dias de 2016, Nick Kyrgios e Daria Gavrilova acaba com um jejum de 17 anos da Austrália sem um título da Copa Hopman. Os dois venceram as respectivas partidas de simples na final contra a Ucrânia e nem precisaram do jogo de duplas mistas para selar a vitória na decisão. Embora não contasse pontos para a ATP, Kyrgios vibrou com a conquista da Hopman e declarou: "Significa muito para mim, é meu primeiro título (como profissional). É a melhor maneira possível de se começar a temporada".
No dia 21/02/2016, Kyrgios conquistou seu primeiro título de nível ATP. Jogando no piso duro e coberto de Marselha, ele então número 41 do ranking, surpreendeu ao mostrar consistência do primeiro ao último jogo do campeonato. Pelo caminho, deixou dois cabeças de chave, ambos integrantes do Top 10: o local Richard Gasquet e o checo Tomas Berdych. Na final, bateu, o croata Marin Cilic, campeão do US Open de 2014, por 2 sets a 0, com parciais de 6/2 e 7/6 (7/3). Foi apenas a sua segunda final no circuito profissional da ATP. Já na semana seguinte, Kyrgios desiste do jogo que valia vaga na decisão do ATP 500 de Dubai. Em partida que teve apenas 0h44min, o suíço Stan Wawrinka, 4º do mundo, liderava por 6/4 e 3/0, quando ele com dores nas costas, anunciou a desistência.
No início de abril, depois de chegar pela primeira vez em uma semifinal de Masters 1000, em Miami, o jovem australiano também comemorou mais um ineditismo na carreira. Ele viu se confirmar o debute no top 20, ganhando seis colocações na lista da ATP com a campanha no Crandon Park, que o levou exatamente para o 20º lugar. Para completar a festa, Kyrgios se tornou provisoriamente o melhor australiano no ranking, uma vez que sua ascensão derrubou o compatriota Bernard Tomic para o 21º lugar.

## Representação nacional

### ATP Cup
Kyrgios jogou a primeira ATP Cup, em 2020, em Brisbane e nas finais de Sydney. Ele venceu três partidas de simples consecutivas contra Jan-Lennard Struff da Alemanha, Stefanos Tsitsipas da Grécia e Cameron Norrie da Grã-Bretanha, respectivamente, bem como uma partida de duplas ao lado de Alex de Minaur para derrotar a Grã-Bretanha nas quartas de final. Ele acabou perdendo para Roberto Bautista Agut nas semifinais contra a Espanha em dois sets.

### Copa Davis
Kyrgios fez sua estreia na Copa Davis pela Austrália em Setembro de 2013 contra a Polônia na idade de 18 anos. Ele substituiu o compatriota Marinko Matosevic na equipe após derrotá-lo em um play off durante a preparação para o empate. Ele foi selecionado para ser o parceiro de Chris Guccione nas duplas, onde viriam a perder contra Mariusz Fyrstenberg e Marcin Matkowski em cinco sets. Ele então ganhou sua primeira partida em simples, contra o Michał Przysiężny, que se retirou no jogo 5 de simples.
Depois que atraiu a atenção da mídia durante a edição de 2015 de Wimbledon, Kyrgios perdeu o segundo de jogo contra o Cazaquistão. Sua frase mais divulgada durante este jogo foi o seu comentário "Eu não quero estar aqui.", então, foi substituído por Sam Groth no segundo jogo de simples. Kyrgios foi preterido da equipe da Copa Davis que disputou a semifinal contra o Reino Unido. Ele voltou para a equipe da Copa Davis em setembro de 2016 para a enfática vitória no playoff do Grupo Mundial da Austrália contra a Eslováquia.
Em 2019, Kyrgios foi deixado de fora da equipe da Copa Davis para a eliminatória em Adelaide, que venceu contra a Bósnia e Herzegovina. Ele foi readicionado à equipe no final do ano para o Copa Davis Finals, na Espanha. Na Espanha, ele venceu suas partidas de simples contra Colômbia e Bélgica para avançar para as quartas de final contra o Canadá. Ele então se retirou das quartas de final devido a lesão e foi substituído por John Millman na partida de simples, que ele perdeu. Austrália terminou perdendo a série por 1–2.

### Olimpíadas
Kyrgios se classificou para a primeira Olimpíada na Rio 2016, mas se retirou do evento devido a diferenças com o Comitê Olímpico Australiano. Kyrgios disse em julho de 2021 que não competiria os Jogos Olímpicos de Tóquio 2020.

## Endossos

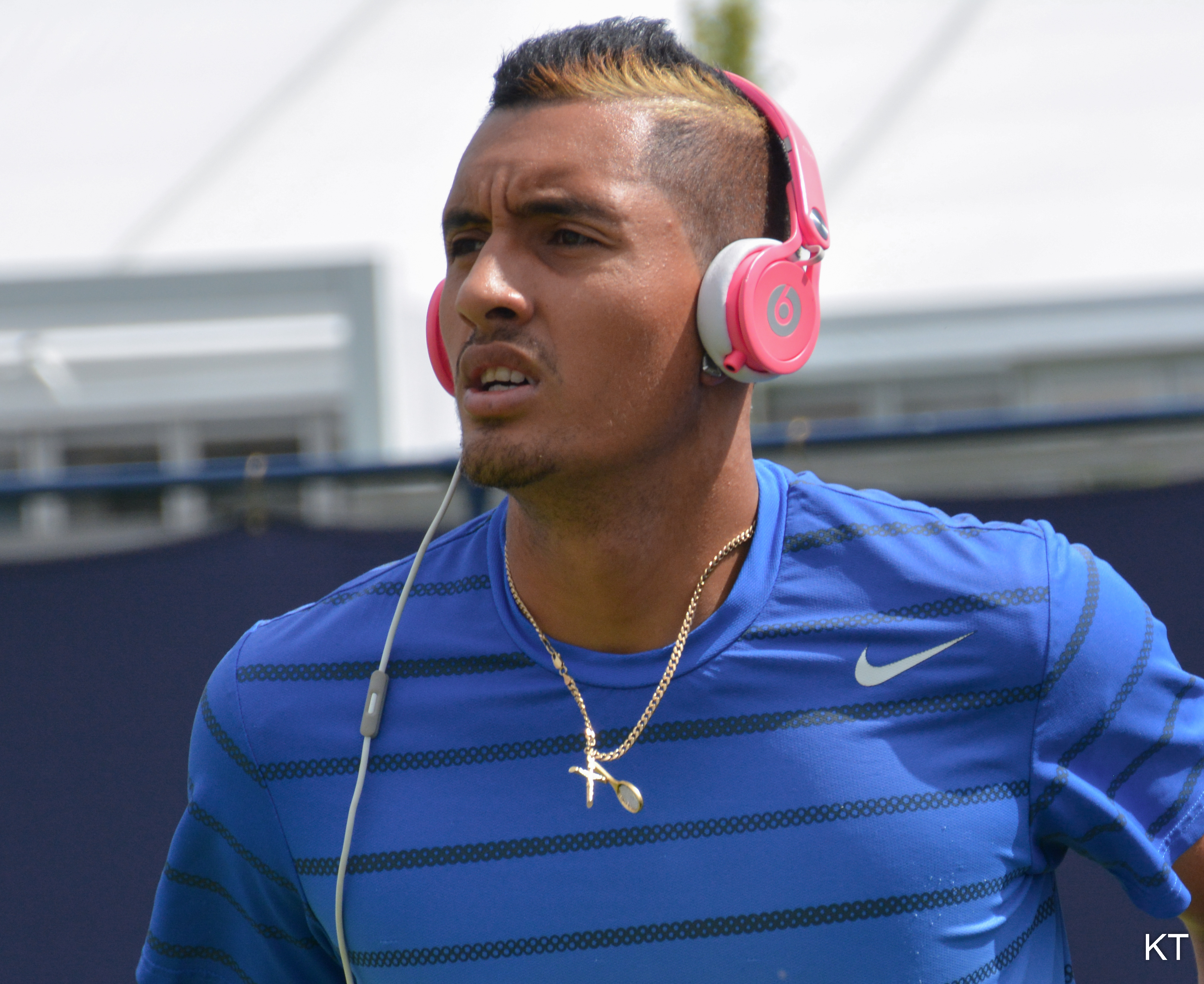
Kyrgios usando headfones da Beats no Aegon Championships de 2015

Kyrgios tem acordos de endossos com várias companhias, incluindo Yonex, Nike, e Beats. Bonds ficou um tempo afastada durante as controversas envolvendo Kyrgios em 2015. Malaysia Airlines encerrou sua parceria depois de Kyrgios foi suspenso e multado por tanking no Shanghai Rolex Masters de 2016.
Kyrgios é o colaborador fundador do site de publicação direta do atleta, PlayersVoice, e também investiu financeiramente na plataforma digital.

## Desempenho
- Para evitar confusões e contagem dupla, essa tabela é posta em dia somente após o final de um torneio ou da participação do jogador no torneio.

### Linha do tempo em desempenho em torneios Grand Slam
| Grand Slam        |     |     |     |     |     |     |     |     |     |     |        |       |     |
| Australian Open   | Q1  | Q1  | 2R  | QF  | 3R  | 2R  | 4R  | 1R  | 4R  | 3R  | 0 / 8  | 16–8  | 67% |
| Roland-Garros     | A   | 2R  | 1R  | 3R  | 3R  | 2R  | A   | A   | A   | NR  | 0 / 5  | 5–5   | 50% |
| Wimbledon         | A   | A   | QF  | 4R  | 4R  | 1R  | 3R  | 2R  | NR  | 3R  | 0 / 7  | 15–7  | 68% |
| US Open           | A   | 1R  | 3R  | 1R  | 3R  | 1R  | 3R  | 3R  | A   |     | 0 / 7  | 8–7   | 53% |
| Vitórias–Derrotas | 0–0 | 1–2 | 7–4 | 8-4 | 9-4 | 2-4 | 7-3 | 3-3 | 3–1 | 4–2 | 0 / 27 | 44–27 | 62% |

* Kyrgios recebeu um walkover na segunda rodada de Roland Garros 2015 contra Kyle Edmund (então não conta como vitória).